# Struttura (matematica)
In matematica, una struttura su un insieme è costituita da oggetti matematici addizionali che in qualche modo si sovrappongono all'insieme, consentendo di visualizzarlo, lavorarci, usarlo come strumento di calcolo e di assegnare uno specifico significato all'insieme e ai suoi elementi.
Alcune possibili strutture sono la misura, le strutture algebriche (gruppi, campi, eccetera), le topologie, le metriche, gli ordinamenti, le equivalenze e le strutture differenziali.
A volte un insieme è dotato di più strutture simultaneamente, il che consente ai matematici di studiare la ricca sinergia che si produce fra le strutture. Ad esempio un ordine induce una topologia. Un altro esempio è costituito dagli insiemi che sono sia gruppo che dotati di una topologia e che, se le due strutture sono correlate in un certo modo, diventano dei gruppi topologici.
Le applicazioni fra insiemi che conservano alcune strutture (in modo tale che le strutture sul dominio sono mappate nelle equivalenti strutture del codominio) sono molto importanti in molti settori della matematica e vengono definite morfismi. Un esempio sono gli omomorfismi, che conservano le strutture algebriche; gli omeomorfismi, che conservano le strutture topologiche; e i diffeomorfismi, che conservano le strutture differenziali.

## Definizione formale
Dati:
- Un insieme, {\displaystyle A\neq \emptyset }
- Tre insiemi disgiunti di indici, {\displaystyle I,J,K}
- Una funzione, {\displaystyle ar:I\cup J\rightarrow \mathbb {N} }
- Un insieme, {\displaystyle \{c_{k}^{\mathfrak {A}}\in A,\ \forall k\in K\}}
- Un insieme, {\displaystyle \{R_{i}^{\mathfrak {A}}\ :\ R_{i}^{\mathfrak {A}}\ relazione\ ar(i)-aria\ su\ A,\ \forall i\in I\}}
- Un insieme, {\displaystyle \{f_{j}^{\mathfrak {A}}\ :\ f_{j}^{\mathfrak {A}}\ funzione,\ f_{j}^{\mathfrak {A}}:A^{ar(j)}\rightarrow A,\ \forall j\in J\}}

Si chiama struttura su {\displaystyle A} la quaterna:
{\displaystyle {\mathfrak {A}}=<A,\{R_{i}^{\mathfrak {A}}\}_{i\in I},\{f_{j}^{\mathfrak {A}}\}_{j\in J},\{c_{k}^{\mathfrak {A}}\}_{k\in K}>}
Inoltre, gli elementi {\displaystyle c_{k}^{\mathfrak {A}}} si chiamano elementi speciali di {\displaystyle {\mathfrak {A}}}.
La quaterna {\displaystyle \tau =<I,J,K,ar>} si definisce tipo di similarità di {\displaystyle {\mathfrak {A}}}.
Si definisce infine cardinalità di {\displaystyle {\mathfrak {A}}}, {\displaystyle |{\mathfrak {A}}|=|A|}.
La struttura {\displaystyle {\mathfrak {A}}} si dice algebrica se {\displaystyle J\neq \emptyset }, e relazionale se {\displaystyle I\neq \emptyset }.

## Esempio: i numeri reali
L'insieme dei numeri reali ha diverse strutture standard:
- ordine lineare: ogni numero o è più piccolo o è più grande di qualunque altro numero;
- struttura algebrica: ci sono operazioni di moltiplicazione e addizione che lo rendono un campo;
- metrica: c'è una nozione di distanza fra punti;
- misura: è possibile assegnare una misura a certi suoi sottoinsiemi (tipicamente, i boreliani);
- geometria: l'insieme è dotato di una metrica e risulta piatto (rispetta gli assiomi del piano euclideo);
- topologia: c'è una nozione di insieme aperto.

Ci sono poi delle correlazioni fra tutte queste strutture:
- la metrica induce la topologia;
- l'ordine e la struttura algebrica ne fanno un campo ordinato;
- la struttura di campo e la topologia ne fanno un gruppo di Lie, che è un tipo particolare di gruppo topologico.